# Nymphalis ochraceoguttata
Nymphalis ochraceoguttata är en fjärilsart som beskrevs av Hepp 1937. Nymphalis ochraceoguttata ingår i släktet Nymphalis och familjen praktfjärilar. Inga underarter finns listade i Catalogue of Life.